# Blinding Lights
„Blinding Lights" – utwór muzyczny kanadyjskiego piosenkarza i autora tekstów The Weeknda, wydany 29 listopada 2019 roku nakładem wytwórni XO i Republic Records jako drugi singel promujący jego czwarty album studyjny, After Hours. Za produkcję i tekst do nagrania jest odpowiedzialny sam artysta, a także Max Martin oraz Oscar Holter i jego współtwórcy, kanadyjski raper Belly i producent muzyczny DaHeala.
Singel do tej pory dotarł na szczyt list w trzydziestu różnych krajach, w tym w Stanach Zjednoczonych, Wielkiej Brytanii, Irlandii, Szkocji, Australii, Niderlandach, Niemczech, Austrii, Szwajcarii, Danii, Szwecji, Norwegii, Finlandii, Kanadzie i we Francji, natomiast w Polsce notowany na pozycji pierwszej.
W 2020 roku 'Blinding Lights' było najczęściej graną piosenką przez polskie rozgłośnie radiowe, prześcigając tym samym inne, popularne polskie przeboje.
Utwór znalazł się na pierwszym miejscu w rankingu 100 największych utworów wszech czasów według Billboard, wyprzedzając The Twist Chubby'ego Checkera z 1958 roku.

## Geneza i kompozycja
Po pięciu miesiącach nieaktywności na portalach społecznościowych, między 20 a 26 listopada 2019 roku Tesfaye uaktywnił swoje konto w serwisie Instagram. W 2019 roku wyemitowano w jednej z niemieckich stacji telewizyjnych podczas bloku reklamowego spot marki Mercedes-Benz, promującej jej pierwszy w historii samochód elektryczny EQC typu SUV klasy średniej, gdzie w niej można także usłyszeć po komendzie piosenkarza skierowanej do systemu fragment utworu.
Lirycznie, tekst do "Blinding Lights" nawiązuje szczególnie do związku, nie związku piosenkarza z amerykańską modelką, Bellą Hadid. Również w przedrefrenie odnosi się on do miasta Las Vegas w Nevadzie, w tym przypadku nazwane "Miastem Grzechu" (ang. Sin City).

## Przyjęcie krytyczne
"Blinding Lights" był trzydziestym drugim, najlepszym utworem 2019 roku wg ranking zamieszczonego przez stronę Stereogum. W jej opisie, Chris DeVille skomplementował klimat singla i estetykę inspirowaną latami 80. XX wieku.

## Teledyski

### Lyric video
Klip z tekstem do utworu został opublikowany 6 grudnia 2019 roku.

### Oficjalny teledysk
Wideoklip do "Blinding Lights", wyreżyserowany przez Antona Tammiego, nakręcony na ulicy Fremonta w Las Vegas i inspirowany ekranizacjami, takimi jak Las Vegas Parano (1998), Joker (2019) i Kasyno (1995) miał swoją oficjalną premierę 21 stycznia 2020 roku na oficjalnym kanale piosenkarza w serwisach Vevo i YouTube. Owa wizualizacja śledzi wydarzenia mające miejsce w teledysku do głównego singla, "Heartless", w tym piosenkarza jeżdżącego po miastach, oglądającego występu tajemniczej kobiety, w tym przypadku granej przez japońską aktorkę Miki Hamano oraz uczestniczącego w bójce pomiędzy ochroną.

## Występy na żywo
Tesfaye wykonał utwór po raz pierwszy 6 grudnia 2019 roku podczas emisji talk-show Stephena Colberta, natomiast 22 stycznia 2020 r. w programie Jimmy Kimmel Live!.

## Notowania i certyfikaty
| Lista przebojów (2019-2020)            | Najwyższa pozycja |
| -------------------------------------- | ----------------- |
| Australia (Top 50 Singles)             | 1                 |
| Austria (Ö3 Austria Top 40)            | 1                 |
| Belgia (Ultratop 50 Singles, Flandria) | 1                 |
| Belgia (Ultratop 50 Singles, Walonia)  | 1                 |
| Czechy (Singles Digitál Top 100)       | 1                 |
| Dania (Tracklisten)                    | 1                 |
| Estonia (Eesti Tipp-40)                | 1                 |
| Francja (Top Singles & Titres)         | 1                 |
| Finlandia (Suomen virallinen lista)    | 1                 |
| Grecja (IFPI Greece)                   | 1                 |
| Hiszpania (PROMUSICAE)                 | 16                |
| Holandia (Single Top 100)              | 1                 |
| Irlandia (Singles Chart)               | 1                 |
| Izrael (Media Forest)                  | 1                 |
| Kanada (Billboard Canadian Hot 100)    | 1                 |
| Liban (Lebanese Top 20)                | 2                 |
| Litwa (AGATA)                          | 1                 |
| Łotwa (LAIPA)                          | 7                 |
| Malezja (RIM)                          | 10                |
| Niemcy (Media Control Charts)          | 1                 |
| Nowa Zelandia (Recorded Music NZ)      | 1                 |
| Norwegia (VG-lista)                    | 1                 |
| Polska (AirPlay – Top)                 | 1                 |
| Portugalia (AFP)                       | 1                 |
| Rosja (Tophit)                         | 2                 |
| Rumunia (Airplay 100)                  | 10                |
| Słowacja (Singles Digitál Top 100)     | 1                 |
| Słowenia (SloTop50)                    | 1                 |
| Stany Zjednoczone (Hot 100)            | 1                 |
| Szkocja (Official Charts Company)      | 1                 |
| Szwajcaria (Singles Top 100)           | 1                 |
| Szwecja (Sverigetopplistan)            | 1                 |
| Węgry (Single (track) Top 40 lista)    | 4                 |
| Wielka Brytania (UK Singles Chart)     | 1                 |
| Włochy (FIMI)                          | 1                 |

| Kraj                   | Certyfikat          | Sprzedaż |
| ---------------------- | ------------------- | -------- |
| Belgia (BEA)           | złota płyta         | 20 000+  |
| Francja (SNEP)         | złota płyta         | 100 000+ |
| Meksyk (AMPROFON)      | złota płyta         | 30 000+  |
| Norwegia (IFPI Norway) | platynowa płyta     | 10 000+  |
| Nowa Zelandia (RMNZ)   | złota płyta         | 15 000+  |
| Polska (ZPAV)          | 2x diamentowa płyta | 200 000+ |
| Wielka Brytania (BPI)  | srebrna płyta       | 200 000+ |

## Historia wydania
| Obszar            | Data                 | Format                               | Wytwórnia             | Przypisy |
| ----------------- | -------------------- | ------------------------------------ | --------------------- | -------- |
| Cały świat        | 29 listopada 2019 r. | digital download, media strumieniowe | XO, Republic Records  | [ 62 ]   |
| Włochy            | 13 grudnia 2019 r.   | contemporary hit radio               | Universal Music Group | [ 63 ]   |
| Wielka Brytania   | 20 grudnia 2019 r.   | contemporary hit radio               | XO, Republic Records  | [ 64 ]   |
| Stany Zjednoczone | 6 stycznia 2020 r.   | hot adult contemporary radio         | XO, Republic Records  | [ 65 ]   |
| Stany Zjednoczone | 7 stycznia 2020 r.   | contemporary hit radio               | XO, Republic Records  | [ 66 ]   |
| Wielka Brytania   | 11 stycznia 2020 r.  | adult contemporary radio             | XO, Republic Records  | [ 67 ]   |